# Octubre (película de 2010)
Octubre es una película de comedia dramática y humor negro peruana de 2010, debut de los hermanos directores Daniel y Diego Vega Vidal. La película apareció en la sección Un certain regard del Festival de Cannes 2010. En septiembre de 2011, el actor Gassols ganó el premio al Mejor Actor en el Festival Internacional de Vladivostok “Pacific Meridian”, desarrollado en Rusia, por su actuación en este filme.

## Trama
La película cuenta la historia de Clemente, un prestamista de pocas palabras, que podría ser una nueva esperanza para Sofía, su vecina. Ella es una fiel devota del Señor de los Milagros, una imagen religiosa tradicional. Sofia reunió a más de un bebé recién nacido, fruto de la relación de Clemente con una prostituta. Mientras Clemente busca a la madre de la niña prostituta, Sofía cuida del bebé y se ocupa de la casa del prestamista. Con la llegada de estos seres en su vida, Clemente tiene la oportunidad de reconsiderar sus relaciones emocionales con la gente.

## Reparto
- Bruno Odar como Clemente.
- Gabriela Velásquez como Sofía.
- Carlos Gassols como Don Fico.
- María Carbajal como Juanita.
- Sheryl Sánchez como Milagritos, la bebé.
- Víctor Prada como Julián Gómez.
- Sofía Palacios como Brenda.
- Norma Francisca Villarreal como Rosa.
- Humberta Trujillo como Julia.

## Premios y reconocimientos

### Festival de Cannes
| Año  | Categoría                           | Resultado |
| ---- | ----------------------------------- | --------- |
| 2010 | Premio del jurado Un certain regard | Ganador   |

### 84.º Premios Óscar
| Año  | Categoría                            | Resultado   |
| ---- | ------------------------------------ | ----------- |
| 2011 | Óscar a la mejor película extranjera | Prenominada |

### Otros premios
- Festival Internacional de Cine de Cartagena de Indias - Mejor director (Daniel y Diego Vega)[8]